# Sacrificio di Isacco (Brunelleschi)
Il Sacrificio di Isacco è una formella bronzea con dorature di Filippo Brunelleschi fusa in occasione della partecipazione al concorso del 1401 per la porta nord del Battistero di Firenze. Oggi si trova nel Museo del Bargello a Firenze.

## Storia

### Il concorso del 1401
La competizione, alla quale parteciparono anche Lorenzo Ghiberti, Jacopo della Quercia e altri, fu vinta da Ghiberti e il confronto con la sua formella (le uniche due superstiti), testimonia straordinariamente le tendenze della scultura fiorentina dell'epoca durante il trapasso da gotico internazionale al rinascimento.
Il rinnovo delle forme artistiche a Firenze concise infatti con due strade principali: da un lato l'importazione degli stilemi del gotico, che nel secolo precedente erano stati rifiutati dalla scuola locale, dall'altro l'adesione a un più radicale classicismo, in linea con la valorizzazione della tradizione locale e delle origini romane della città promossa dai cancellieri della Repubblica come Coluccio Salutati.
Una commissione valutò le opere pervenute, che dovevano raffigurare un Sacrificio di Isacco entro un quadrilobo, come quelli già usati da Andrea Pisano nella porta più antica. Le figure presenti dovevano essere Abramo nell'atto di sacrificare il figlio su un altare, l'angelo che interviene per fermarlo, l'ariete che dovrà essere immolato al posto di Isacco e infine il gruppo con l'asino e i due servitori.
La vittoria andò a Ghiberti, seppur di stretta misura. Dopo la sconfitta Brunelleschi compì un viaggio a Roma dove poté studiare i modelli classici che saranno alla base della sua produzione artistica.

### Vicende successive
Il Vasari ricorda come la formella venisse più tardi donata a Cosimo il Vecchio, che la fece collocare nell'altare della Sagrestia Vecchia di San Lorenzo. Passata al guardaroba granducale, venne donata da Pietro Leopoldo agli Uffizi e nella seconda metà del XIX secolo passò al Bargello.

## La formella di Brunelleschi
Brunelleschi divise la scena in due zone orizzontali, con le figure che occupano tutto lo spazio disponibile, decentrate, adattandosi alle linee curve e dritte del quadrilobo. In basso l'asino, con accanto i servitori seduti, con le schiene che seguono il semicerchio del bordo. Il personaggio di sinistra è una citazione dello Spinario, opera ellenistica oggi agli Uffizi; questo gruppo forma la base per la costruzione piramidale della parte superiore della formella. Qui al vertice, con uno stile asciutto e apparentemente più arcaico di quello di Ghiberti, è raffigurato lo scontro delle tre volontà dei protagonisti della scena, culminante nel nodo delle mani di Abramo, del collo di Isacco e del braccio dell'angelo, che ferma Abramo afferrandolo. Lo scontro è anche sottolineato dal corpo di Abramo, tutto scattante in avanti, tanto da lasciarsi dietro un lembo del mantello al vento, e da quello efebico di Isacco, deformato dal terrore e piegato in senso contrario a quello paterno, come a divincolarsi. La calma della parte inferiore, accentua per contrasto la tensione di quella superiore. L'altare è composto in tre dimensioni illusorie e decorato da un rilievo bizantineggiante sulla fronte. Le figure sono ben staccate dallo sfondo, quasi proiettate verso lo spettatore, con un senso di movimento scattante ripreso da Giovanni Pisano e attualizzato con un'attenzione al naturalismo di matrice nordica e citazioni dirette dell'antico, come lo Spinario e il rilievo dell'altare. La formella di Brunelleschi è quindi più drammatica e originale nel modo di far rivivere l'azione, per questo più proiettata verso il futuro, mentre quella di Ghiberti è più accondiscendente al gusto tradizionale. La forza espressiva della formella di Brunelleschi è tale da far apparire al confronto la formella di Ghiberti una pacata recitazione. La vittoria spettò a Ghiberti, segno di come Firenze non fosse ancora pronta al classicismo innovativo che fu all'origine del Rinascimento, proprio in scultura prima che in pittura: di lì a poco la committenza si aprì, per circa un decennio, ai modi del gotico internazionale, come dimostrano altre opere di Ghiberti, come il San Giovanni Battista, o di altri artisti attivi in città quali Lorenzo Monaco e Gentile da Fabriano.

## Confronto con Lorenzo Ghiberti

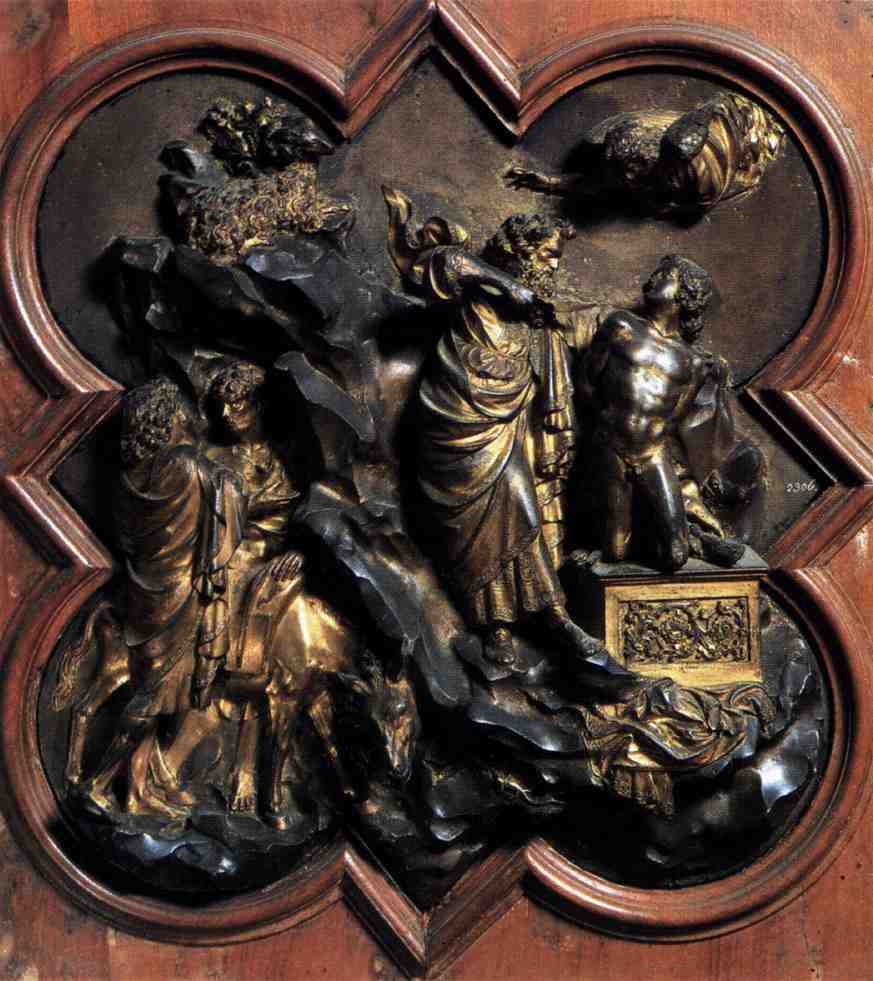
Sacrificio di Isacco, Ghiberti

Ghiberti divise la scena invece in due zone verticali armonizzate da uno sperone roccioso leggermente inclinato. Le figure appaiono inscritte in un quadrato che non sfrutta tutto lo spazio disponibile e la presenza dello sfondo roccioso crea un trapasso graduale tra figure e sfondo, privo dei forti chiaroscuri presenti nell'opera di Brunelleschi: lo spazio sembra così "avvolgente" (non più un semplice supporto dove collocare le figure), facendo da modello agli esperimenti di stiacciato di Donatello.
Nonostante alcuni dettagli espressivi, come il volto di Abramo, la narrazione è piuttosto pacata, con il calmo atteggiarsi di Isacco e il distaccato passeggiare dei due servitori in conversazione tra loro. Le figure hanno pose eloquenti, ma senza trasalimenti né scatti. Vi convivono con straordinaria sintesi sia elementi del gotico (come l'arcaicistica roccia spigolosa, antiquata già al tempo di Giotto) e del tardo gotico (come l'elegante e cadenzata linea del panneggio), sia elementi aggiornati all'antico, come le proporzioni dei corpi, soprattutto quello nudo di Isacco, dal perfetto modellato, che ricorda, assieme alle girali a rilievo sull'altare, opere dell'arte ellenistica.